# Мићко (ТВ филм)
„Мићко” је југословенски  ТВ филм из 1974. године. Режирао га је Владимир Момчиловић а сценарио је написао Гордан Михић.

## Улоге
| Глумац           | Улога |
| ---------------- | ----- |
| Вера Чукић       |       |
| Владимир Поповић |       |